# Filmens Datter
Filmens Datter er en dansk stumfilm fra 1916, der er instrueret af Hjalmar Davidsen efter manuskript af Carl Muusmann. Filmen er baseret på Carl Muusmann roman af samme navn fra 1914.

## Handling
Denne artikel mangler et handlingsreferat. Hjælp os med at skrive det.

## Medvirkende
- Hanni Reinwald - Rose Orlandi, 12 år
- Peter Nielsen - Mr. Watson, artistagent, Roses plejefar
- Augusta Blad - Mrs. Scott, velhavende enkefrue
- Franz Skondrup - Murer Svendsen
- Amanda Lund - Madam Svendsen
- Otto Reinwald - Knud, Svendsens søn, Roses ven
- Torben Meyer
- Carl Schenstrøm